# Mégacles (arconte vitalício)
Mégacles, filho de Forbas, foi um arconte vitalício de Atenas (922 - 892 a.C.)
Na lista dos reis e arcontes de Atenas, de Eusébio de Cesareia, ele é o vigésimo terceiro rei, sendo o sexto arconte vitalício. Ele era filho de Forbas, filho de Thersippus, filho de Archippus, filho de Acastus, filho de Medonte, o primeiro arconte, filho de Codro. Ele governou por trinta anos, e foi sucedido por Diognetus, seu filho.